# Pseudodipsas cyrilus
Pseudodipsas cyrilus is een vlinder uit de familie van de Lycaenidae. De wetenschappelijke naam van de soort is voor het eerst geldig gepubliceerd in 1897 door Anderson & Spry.